# Rune B. Axelsson
Rune Axel Birger Axelsson, född 20 september 1935 i Alvesta, död 9 oktober 2004 i Hovmantorp, Kronobergs län, var en svensk journalist.
Rune B. Axelsson började som journalist på Växjöbladet och arbetade därefter på Kvällsposten som korrespondent i Karlskrona och senare i Växjö. Från 1968 till början av 1990-talet var han redaktör i Växjö för Dagens Nyheters riksredaktion.
Rune B. Axelsson är begravd på Långasjö kyrkogård.